# Chissà chi sei/Dudulalà
Chissà chi sei/Dudulalà è il terzo singolo discografico di Raffaella Carrà, pubblicato nel 1971. Entrambi i brani sono contenuti nell'album d'esordio della cantante dello stesso anno.

## Descrizione
Cover in italiano del brano Sookie Sookie con il testo di Climax (pseudonimo di Gianni Meccia con Jimmy Fontana), insieme a Gianni Boncompagni e adattamento musicale di Paolo Ormi.
La versione originale è stata scritta e composta da https://it.wikiqube.net/wiki/Don_Covay (pseudonimo di Donald James Randolph) e Steve Cropper.
Covay è stato il primo interprete della canzone, per il suo l'album See-Saw del 1966, portata poi al successo dagli Steppenwolf nell'album eponimo del 1968, da cui è stata estratta anche come singolo. Il brano venne utilizzato in uno spot di Carosello per promuovere le stazioni di servizio BIG BON dell'Agip.
Dudulalà è invece una filastrocca dedicata ai più piccoli scritta ancora da Climax e Boncompagni, adattamento di una canzone popolare sudafricana.

## Tracce
Lato A
1. Chissà chi sei[6] (Sookie Sookie) – 2:25 (testo: Climax, Gianni Boncompagni – musica: Don Covay, Steve Cropper; edizioni musicali Ri-Fi)

Lato B
1. Dudulalà[7] – 2:41 (testo: Climax, Gianni Boncompagni – musica: Eduardo Carballo, Carlos Levin; edizioni musicali BMG Relay)

## Musicisti
- Paolo Ormi - arrangiamenti, orchestra
- 4+4 di Nora Orlandi - cori in Chissà chi sei
- "I Monelli" di Nora Orlandi - coro dei bambini in Dudulalà